# 權五稷
權五稷（韓語：권오직；1906年—1953年7月），北韓政治人物，國內派成员，官至《解放日報》主編及國家副總理，後因間諜罪被處死。

## 生平
權五稷出生於慶尚北道安東市，後於1923年在蘇聯东方劳动者共产主义大学畢業，並成為共產主義者。此後，他返回朝鮮半島參與抗日運動而被日本政府監禁8年。1946年，北韓臨時人民委員會成立，權五稷隨和朴憲永加入臨時人民委員會，並成為黨報《解放日報》的主編。1948年，他在首屆最高人民會議選舉當選代議員。之後，他還一度出任副總理和駐中國大使。
1953年，韓戰結束，時任最高領導人兼游擊隊派領袖金日成開始對朝鮮勞動黨內的各派系進行清洗。其中，權五稷所屬的國內派成為首批被針對的目標，他先被召回國內，其後更被開除。同年7月，他與李承燁等10人因間諜罪而被處死，也有消息指他未有被處決，而是失蹤。

## 資料來源
1. 1 2  彭德懷質疑金日成：朝鮮戰爭究竟是誰發動的？ 《多維新聞》 2011 12 24
2. 1 2 3  권오직 （页面存档备份，存于）